# Eric Nilsson (konstnär)
Nils Eric Gunnar Nilsson, född den 3 mars 1918 i Helsingborgs stadsförsamling, Malmöhus län, död den 17 december 1986 i Helsingborgs Maria församling, Malmöhus län, var en svensk målare.
Nilsson studerade konst i Helsingborg och utlandet. Hans konst består av figursaker, interiörer och landskapsmålningar.